# Utsskaidash
Utsskaidash är en kulle i Finland.   Den ligger i den ekonomiska regionen Norra Lappland och landskapet Lappland, i den norra delen av landet, 1 100 km norr om huvudstaden Helsingfors. Toppen på Utsskaidash är 324 meter över havet.
Terrängen runt Utsskaidash är platt åt sydväst, men åt nordost är den kuperad.  Trakten runt Utsskaidash är nära nog obefolkad, med mindre än två invånare per kvadratkilometer. Omgivningarna runt Utsskaidash är i huvudsak ett öppet busklandskap.